# Neil Cameron
Neil Cameron, Baron Cameron of Balhousie KT GCB CBE DSO DFC AE (* 8. Juli 1920 in Perth, Perthshire, Schottland; † 29. Januar 1985 in London) war ein britischer Militär und Politiker.
Er war Marshal of the Royal Air Force, Chef des Luftwaffenstabes (Chief of the Air Staff) sowie Chef des Verteidigungsstabes (Chief of the Defence Staff) und wurde 1983 als Life Peer Mitglied des House of Lords. 

## Leben

### Ausbildung zum Piloten und Zweiter Weltkrieg
Cameron, dessen Vater drei Wochen nach seiner Geburt verstorben war, begann nach seiner Schulausbildung an der Northern District School 1937 eine Berufstätigkeit bei der Commercial Bank of Scotland in Newburgh. Nach Beginn des Zweiten Weltkrieges trat er 1939 in die Freiwilligenreserve der Luftwaffe RAFVR (Royal Air Force Volunteer Reserve) ein und fand zunächst zwischen 1940 und 1941 während der Luftschlacht um England Verwendung bei der im Luftwaffenstützpunkt RAF Martlesham Heath stationierten No. 17 Squadron RAF, wo er im Rang eines Sergeant als Pilot auf einer Hawker Hurricane eingesetzt war.
Im Anschluss wurde er am 31. Juli 1941 zum Unterleutnant (Pilot Officer) befördert und flog als solcher eine Hurricane im No. 134 Squadron RAF bei Lufteinsätzen in Murmansk. Am 4. März 1942 wurde er zum Hauptmann (Flight Officer) befördert sowie am 4. März 1943 kommissarisch zum Major (Acting Squadron Leader) ernannt.
Nach Beendigung seiner Verwendung in Murmansk wurde er am 21. November 1944 amtierender Kommandeur (Commanding Officer) der mit US-amerikanischen Jagdbombern vom Typ Republic P-47 Thunderbolt ausgestatteten No. 258 Squadron RAF in Burma und bekleidete diesen Posten bis Kriegsende. Für seine dortigen Verdienste wurde er am 2. Oktober 1945 mit dem Distinguished Service Order (DSO) ausgezeichnet.

### Nachkriegszeit und Aufstieg zum Stabsoffizier
Nach Ende des Zweiten Weltkrieges wurde Cameron, der für seine militärischen Leistungen auch mit dem Distinguished Flying Cross (DFC) ausgezeichnet wurde, 1945 Instrukteur in der Schule für Land- und Luftkriegsführung (RAF School of Land/Air Warfare) in Old Sarum und war dort bis 1948 als Ausbilder tätig. Nach dem anschließenden Besuch des RAF Staff College in Andover (Hampshire) wurde er am 1. Januar 1950 zum Major (Squadron Leader) befördert und war zwischen 1952 und 1955 selbst als Instrukteur am RAF Staff College tätig sowie anschließend von 1955 bis 1956 Kommandeur der Fliegerstaffel der Universität London (University of London Air Squadron).
Nach seiner Beförderung zum Oberstleutnant (Wing Commander) zum 1. Januar 1956 war Cameron zwischen 1956 und 1959 Persönlicher Stabsoffizier des Chefs des Luftwaffenstabes, General (Air Chief Marshal) Dermot Boyle. Im Anschluss war er von 1959 bis 1962 Kommandant des Luftwaffenstützpunktes in Abingdon (Oxfordshire) (RAF Abingdon) und wurde dort mit Wirkung zum 1. Juli 1960 zum Oberst (Group Captain) befördert.

### Aufstieg zum Air Marshal
Danach begann Cameron 1963 einen Studiengang am Imperial Defence College in London und wurde nach seiner Beförderung zum Brigadegeneral (Air Commodore) am 1. Juli 1964 Leitender Stabsoffizier beim Stellvertreter des Oberkommandierenden (Supreme Allied Commander Europe) im Obersten Hauptquartier der Alliierten Streitkräfte in Europa SHAPE(Supreme Headquarters Allied Powers Europe) in Rocquencourt bei Paris. Nach einer darauf folgenden kurzzeitigen Verwendung im Jahr 1965 als Assistierender Kommandant für die Kadetten des Royal Air Force College in Cranwell gehörte er seit September 1966 als Mitglied der Programmevaluierungsgruppe im Verteidigungsministerium des Vereinigten Königreichs (Ministry of Defence) an.
Cameron, der am 10. Juni 1967 Commander des Order of the British Empire (CBE) wurde, wurde am 2. Juli 1968 zum Generalmajor (Air Vice Marshal) befördert und im Anschluss Assistierender Chef des Verteidigungsstabes für den Bereich Policy (Assistant Chief of Defence Staff (Policy)) und übte diese Funktion bis 1970 aus. Im Anschluss war er zwischen 1970 und 1972 Leitender Stabsoffizier des Luftwaffenunterstützungskommandos (RAF Air Support Command) und wurde für seine Verdienste zum 1. Januar 1971 Companion des Order of the Bath (CB). Daraufhin fungierte er zwischen 1972 und 1973 als stellvertretender Kommandeur der britischen Luftstreitkräfte in der Bundesrepublik Deutschland (RAF Germany).
Am 1. Juli 1974 wurde Cameron zum Generalleutnant (Air Marshal) befördert und übernahm als Nachfolger von Air Marshal Denis Crowley-Milling die Funktion als Kommandierender General (Air Officer Commanding) der 46 Group RAF, ehe er im Anschluss am 5. Oktober 1974 Nachfolger von Air Marshal Harold Brownlow Martin als Air Member for Personnel wurde und damit bis zu seiner Ablösung durch Air Marshal John Aiken am 5. Juni 1976 im Luftwaffenstab für Personalangelegenheiten zuständig war. Am 1. Januar 1975 wurde er zum Knight Commander des Order of the Bath (KCB) geadelt und führte fortan den Namenszusatz „Sir“.

### Chef des Luft- und Verteidigungsstabes, Marshal of the RAF und Oberhausmitglied
Nach seiner Beförderung zum General (Air Chief Marshal) zum 1. November 1975 wurde Cameron, der am 12. Juni 1976 auch Knight Grand Cross des Order of the Bath wurde, am 7. August 1976 Nachfolger von Air Chief Marshal Andrew Humphrey als Chef des Luftwaffenstabes (Chief of the Air Staff) und bekleidete dieses Amt, bis er am 10. August 1977 durch Air Chief Marshal Michael Beetham abgelöst wurde. Beetham folgte ihm zugleich in der Funktion als Aide-de-camp für die Luftwaffe von Queen Elisabeth II. Kurz nach seinem Amtsantritt als Luftwaffenstabschef provozierte er noch im Juni 1976 eine Debatte im House of Commons, nachdem er öffentlich seine Besorgnis über die überproportionalen Kürzungen bei der Royal Air Force seit 1957 sowie seine Ängste zu weiteren Kürzungen äußerte. Die Regierung hob daraufhin die Bedeutung der RAF hervor, wollte aber zukünftige weitere Kürzungen nicht ausschließen. Ende 1976 schuf er die neue Funktion eines Direktors für Verteidigungsstudien, um aktuelle und zukünftige Nutzungen der Luftstreitkräfte in Bezug auf jegliche militärische Operationen zu untersuchen.
Am 31. Juli 1977 erfolgte seine Beförderung zum Luftmarschall (Marshal of the Royal Air Force).
Am 30. August 1977 wurde Cameron zum Chef des Verteidigungsstabes (Chief of Defence Staff) ernannt und damit Nachfolger von Flottenadmiral (Admiral of the Fleet) Edward Ashmore. Er war nach William Dickson, Charles Elworthy und Andrew Humphrey der dritte Luftwaffenoffizier in dieser Funktion. Nach zweijähriger Amtszeit trat er in den Ruhestand, woraufhin ihm am 1. September 1979 Flottenadmiral Terence Lewin als neuer Chef des Verteidigungsstabes folgte.
Ein Jahr später übernahm Cameron am 1. August 1980 als Nachfolger von Richard Way das Amt des Leiters (Principal) des King’s College London und übte diese Funktion bis zu seinem Tod aus. Nachfolger als Principal wurde daraufhin Stewart Sutherland.
Am 14. März 1983 wurde Cameron als Baron Cameron of Balhousie, of Balhousie in the District of Perth and Kinross, zum Life Peer im Sinne des Life Peerages Act 1958 erhoben und war dadurch bis zu seinem Tod Mitglied des House of Lords. Seine offizielle Einführung (Introduction) als ins Oberhaus erfolgte am 16. März 1983 mit Unterstützung durch Brian Flowers, Baron Flowers und Diana Neave, Baroness Airey of Abingdon. Zuletzt wurde er am 30. November 1983 als Knight Companion in den Distelorden aufgenommen.

## Veröffentlichungen
- In the Midst of Things, Autobiografie (posthum), 1986